# جامعة أبيرتا
جامعة أبيرتا (بالبرتغالية: Universidade Aberta‏) هي جامعة عامة للتعليم عن بعد في البرتغال. تأسست في عام 1988، تقدم الجامعة خدمات التعليم العالي (درجات البكالوريوس والماجستير والدكتوراه) وبرامج الدراسة للتعلم مدى الحياة. يتم تدريس جميع البرامج في وضع التعلم الإلكتروني منذ عام 2008، وهو العام الذي أصبحت فيه الجامعة مؤسسة مرجعية أوروبية في مجال التعلم الإلكتروني المتقدم والتعلم عبر الإنترنت من خلال الاعتراف بنموذجها التربوي الافتراضي الحصري.